# Lufthansa Regional
Lufthansa Regional är en flygallians för fyra regionala flygbolag, mer eller mindre under Lufthansa flagg. Alliansen har ca 10,5 miljoner passagerare per år till över 80 platser inom europa. Alliansen genomför varje vecka nästan 6.000 flygningar med 148 flygplan. Lufthansa Regional grundades i januari 2004. Tre av de (i början) fem flygbolagen ingår i Lufthansa gruppen.

## Partners
Ingående flygbolag inom Lufthansa Regional
- Air Dolomiti (Italienskt dotterbolag, ägs till 100% av Lufthansa)
- Augsburg Airways (tom 26 oktober 2013)
- Contact Air (tom oktober 2012)
- Eurowings (Ägs till 100% av Lufthansa)
- Lufthansa CityLine (dotterbolag till Lufthansa)

## Flotta
- Air Dolomiti: ATR-72-500, Embraer 195
- Augsburg Airways: Bombardier Dash 8 Q400, Embraer 190, Embraer 195
- Eurowings: Canadair CRJ 900
- Lufthansa CityLine: Canadair CRJ 700, Canadair CRJ 900, Embraer 190, Embraer 195